# Mandeville (Jamaika)
Mandeville ist die Hauptstadt des Manchester Parish, einem Landkreis im County Middlesex in Jamaika. Mit geschätzt etwa 48.300 Einwohnern (2010) ist sie damit Jamaikas fünftgrößte Stadt.
Die Stadt liegt auf einer Hochebene im Landesinneren auf 629 m, gut 100 km westlich der Hauptstadt Kingston. Die Stadt ist Sitz des römisch-katholischen Bistums Mandeville sowie  der 1907 gegründeten und von den Siebenten-Tags-Adventisten betriebenen privaten Northern Caribbean University.

## Geschichte
Die 1816 gegründete Stadt wurde nach Viscount Mandeville, dem ältesten Sohn von William Montagu, 5. Duke of Manchester benannt, der seinerzeit Gouverneur von Jamaika war.
Einen starken Wachstumsschub erhielt die Stadt 1957 mit der Eröffnung der Kirkvine Werke in der Nähe von Williamsfield durch die Alcan Bauxite Company. Mandeville konnte von der Ansiedlung zugewanderter Arbeitskräfte profitieren.

## Söhne und Töchter der Stadt
- Vere Johns (1893–1966), Journalist, Hörfunkmoderator und Veranstalter
- Leith Mullings (1945–2020), amerikanische Anthropologin
- Jacob Miller (1952–1980), Reggaesänger und Rastafari-Anhänger
- Charmaine Crooks (* 1962), Sprinterin und Mittelstreckenläuferin
- Heavy D (1967–2011), Rapper, Schauspieler und Sänger
- Christopher Williams (* 1972), Sprinter
- Mark Boswell (* 1977), Hochspringer
- Rusheen McDonald (* 1992), Sprinter
- Chanice Porter (* 1994), Weitspringerin
- Shashalee Forbes (* 1996), Sprinterin
- Sean Bailey (* 1997), Sprinter